# Darkwing Duck (Capcom)
Darkwing Duck (укр. Темний плащ, дослівно — Темнокрила качка) — відеогра в жанрі платформера, заснована на анімаційному телевізійному серіалі «Темний плащ» компанії Disney. Гра була розроблена компанією Capcom для консолі NES у 1992 році і була портована для портативної консолі Game Boy у 1993 році. Версія для Game Boy, по суті, злегка урізана версія гри.

## Сюжет
Таємнича хвиля злочинності захлеснула місто Сент-Перо і спецслужба «Ш.П.И.К.» (англ. S.H.U.S.H.) потребує послуг загадкового борця зі злочинністю Темного плаща, щоб зупинити прояви терористичної організації «Г.О.Р.Е.» (англ. F.O.W.L.) та її голови Сталедзьоба. Терористи найняли шість наймогутніших ворогів Темного плаща для створення хаосу в різних місцях по всьому Сент-Перу. Темний плащ повинен піти і один за одним зупинити цих злочинців, щоб знайти і знешкодити Сталедзьоба та врятувати місто.

## Геймплей

Геймплей консолі NES. Серце в верхньому лівому куті — запас життя гравця. Літери під ним означають поточний газовий пістолет та тип газу.

Darkwing Duck — платформер з парою елементів, подібних до серії відеоігор Mega Man. Геймплей заснований на типовій платформі з використанням газового пістолету для знешкодження ворогів. На початку гри ви можете вибрати один з трьох різних рівнів, а після їх проходження стають доступними ще три. Після того, як всі шість рівнів буде пройдено, ви переходите до фінального рівня на базі «Г.О.Р.Е», Плаваючій Фортеці, де зустрічаєтесь зі Сталедзьобом. Було зазначено, що гра зроблена на рушії Mega Man 5.
Темний плащ починає зі стандартним газовим пістолетом, але може збирати спеціальні типи газу на кожному рівні: грім, або блискавка (англ. Thunder gas), важкий газ (англ. Heavy gas) та газову стрілу (англ. Arrow gas). Кожен спеціальний окремий газ вимагає наявності боєприпасів і різних витрат газу, а також виконує різні функції, але ви можете мати тільки один тип спеціального газу. Взявши інший тип спеціального газу, ви замінюєте той, який в вас в даний час є. Ви можете вільно перемикатися між спеціальним газом і стандартним, натиснувши Вибрати (англ. Select). Темний плащ може також відбивати певні снаряди за допомогою плащу, натискаючи Вгору (англ. Up) на геймпаді.

### Керування
- A — стрибок.
- B — стрільба.

Версія гри для Game Boy, яка містить детальнішу статистику і табло в нижній частині екрану.

- Стрілка вгору — блок (укритися плащем).
- Стрілка вниз — присісти, відчепитися.
- Стрілка вниз + A — спуститися вниз.
- Select — перемикання у пістолеті стандартного і спеціальних типів газу.
- Start — меню (подивитися інвентар, кількість життів, рахунок).[3]

### Персонажі
- Темний плащ, також відомий як Крижень Шилохвіст — головний герой гри.
- Форсаж Маккряк (або Launchpad MacQuack) — напарник Темного плаща, який допомагає на бонус-рівні.
- Гусинка Шилохвіст — прийомна донька, яка допомагає на бонус-рівні.
- Дж. Селех Шелех — керівник спецслужби «Ш.У.Ш.», який дає завдання Темному плащу та інформацію про бонус-рівні.[3]

#### Боси
- Крякоджокер
- КачурВовк
- Рідинатор
- Моліарті
- Мегавольт
- Кущінь
- Сталедзьоб[3]

### Корисні предмети
- Блискавка (TG), важкий газ (HG), газова стріла (AG) — спеціальні типи газу, які має головний герой разом зі стандартним. Кожен додає десять одиниць.
- Маленька каністра з газом — додає одиницю поточного спеціального типу газу.
- Велика каністра з газом — додає 10 одиниць поточного спеціального типу газу.
- Пляшка — відновлює чверть життя.
- Аптечка — відновлює життя до кінця.
- Лялька Темного плаща — додає додаткове життя.
- Діамант — додає 100$ до поточного рахунку.
- Зливки золота — додають 500$ до поточного рахунку.[3]

Другий вид бонус-рівня.

### Бонус-рівні
На кожному рівні існує два секретних бонус-рівні, місцеперебування яких вибивається пострілом в порожньому просторі й біля них з'являється позначка з написом «Go». Стрибнувши на неї гравець переходить до бонус-рівня, який складається з двох видів: на першому — крадії, залишаючи місце злочину, втрачають здобич, і ви повинні стріляти з пістолету в капсули, щоб забрати її (з капсул випадають корисні предмети), а на другому — ви з'являєтесь в штаб-квартирі лиходіїв і повинні плащем збивати капсули, з яких випадають корисні предмети. В останньому виді бонус-рівня вам допомагають Форсаж Маккряк (або Launchpad MacQuack) та Гусинка Шилохвіст.

## Сприйняття
Гра вважається прикладом якості ігор Disney, вироблених Capcom. Було відзначено, що гра стала популярною серед підлітків старшого віку, хоча призначалася для дітей. Автор Енді Слевен наводить у приклад цю гру, як та, що зроблена для дітей, але припала до смаку більше підліткам.

## Неліцензійні портування
Гра була неофіційно портована для портативної консолі GameKing під назвою «Людина-качка» (англ. Duck Man). Також гра була портована для Sega Mega Drive.